# سانداکان شماره ۸
سانداکان شماره ۸ (انگلیسی: Sandakan No. 8) یک فیلم درام ژاپنی محصول ۱۹۷۴ به کارگردانی کی کومای است.